# Jean Hiriart-Urruti
Jean Hiriart Urruti (Hazparne, Lapurdi, 30 de gener de 1859 - 4 de novembre de 1915) fou un sacerdot i escriptor en euskera. Va ser el director de la revista Eskualduna durant molts anys. Nascut en un baserri, va prendre la carrera religiosa. A l'edat de tretze anys ingressa al seminari de Larresoro sent ordenat més tard sacerdot a Baiona. Va ser professor en el seminari de Larresoro entre 1882 i 1907, des d'on va col·laborar en la fundació de la revista Eskualduna de la qual va ser nomenat director en 1890. Se'l ha considerat com el primer periodista en euskera. Va participar en el gran debat ideològic entre l'Església i la República, a favor de la primera i contra d'aquesta. A causa de les mesures adoptades pel govern de la Primera República Francesa contra l'Església, al desembre de 1906, els frares van abandonar el seminari de Larresoro i es van refugiar a Belok. No obstant això, Hiriart-Urruti va passar un any en l'abadia d'Ahurti, ja que va ser nomenat canonge de Baiona i abandonaria la direcció d'Eskualduna en 1912. Piarres Lafitte va recopilar i va publicar els seus articles en la dècada dels setanta.

## Treballs

### Articles
- Mintzaira, aurpegia: Gizon! (1971, Jakin)
- Zezenak Errepublikan (1972, Jakin)